# 萬家傳說
《万家传说》（英語：The Vixen's Tale）是香港電視廣播有限公司於1989年2月27日至3月24日19:10播映的古裝劇，全劇共20集。故事以中國民間傅說，人鬼狐之間的三角關係為主題。

## 劇情
書生萬文通（郭晉安飾）與父萬年仁（白鷹飾）、母李淑賢（白茵飾）、舅父李德福（馮偉林飾）及表妹李大妹（梅小惠飾）過著樸實的農村生活，某次文通被一美女所救，其後發覺她是名妓古月，但古月對此事矢口否認，稍後並失蹤，令文通大感困惑。此時，村中發生狐貍精出沒殺人的事件。原來古月即狐貍精，本名胡芊芊（鄧萃雯飾）。文通對芊芊未能忘情，對年仁安排與柳姿（藍潔瑛飾）的婚事極不情願，又因誤會柳姿貌醜兼性躁，更是諸多推搪。但柳姿本性活潑，女扮男裝結識文通，兩人結成莫逆。柳姿安排雙方家長會面並欲揭開喬裝的秘密，意欲嚇文通一跳，怎料文通竟乘夜出走，柳姿大悔，決意追上京城。出走的文通在京城重遇芊芊，豈料當今皇上端王（吳岱融飾）亦對芊芊鍾情，芊芊原對文通傾慕，在端王面前假死以表心意，文通誤會信以為真，傷心之余，更覺意興闌珊，此時重遇喬裝之柳姿，正當柳姿欲告以原委時，卻無端枉死。柳姿鬼魂引文通回鄉，並托文通照顧妹妹，待文通答應後，覆以女兒之身相見。此其時，芊芊回鄉尋文通，遇柳姿的鬼魂，二人爭文通，大鬥一場。
该劇分別於2001年10月15日在翡翠台黃昏劇集時段及2007年4月3日20:00在tvb星河頻道奇幻篇時段重播。

## 演员表
- 郭晋安 飾 万文通
- 蓝洁瑛 飾 柳姿
- 邓萃雯 飾 古月/胡芊芊/采茶
- 欧阳震华 飾 包金
- 梅小惠 飾 李大妹
- 李家鼎 飾 王潤發 父親
- 羅君左 飾 王潤發
- 威 利 飾 李德福
- 吴岱融 飾 宋徽宗
- 白　英，又名白鷹 飾 万年仁
- 白　茵 飾 阿贤
- 胡美仪 飾 狐爹/胡晶（狐狸精）
- 江    寧 飾 柳員外